# Distrito judicial de Cajamarca
El distrito judicial de Cajamarca es una división administrativa del Poder Judicial del Perú. Tiene como sede la ciudad de Cajamarca y su competencia se extiende a diez de las provincias que conforman el departamento de Cajamarca y la provincia de Bolívar del departamento de La Libertad.

## Historia
Los inicios de este distrito judicial se remontan a la creación de la Corte Superior de Justicia de Cajamarca, la misma que fue  creada por Ley del 29 de enero de 1861 y se instaló el 28 de enero de 1862 bajo la presidencia del Mariscal Ramón Castilla.
Mediante Ley N.º 230 del 6 de octubre de 1906 se creó la Corte Superior de Justicia de Loreto con jurisdicción sobre los territorios de los actuales departamentos de Loreto, San Martín y Ucayali los mismos que hasta ese momento dependían de la Corte de Cajamarca.

## Conformación
El distrito consta de 70 dependencias judiciales incluyendo 6 salas superiores, 43 juzgados especializados y 21 juzgados de paz letrados además de diversos jueces de paz en las localidades del distrito.

## Jurisdicción
Tiene como sede la ciudad de Cajamarca y su competencia se extiende a diez provincias del departamento de Cajamarca (Cajamarca, Cajabamba, Celendín, Chota (con excepción del distrito de Llama), Contumazá, Hualgayoc, San Marcos, San Miguel, San Pablo y provincia de Santa Cruz del departamento de Cajamarca y la provincia de Bolívar del departamento de La Libertad) excepto las Jaén, San Ignacio y Cutervo que, al igual que el distrito chotano de Llama, se encuentran dentro de la jurisdicción del distrito judicial de Lambayeque. Además tiene competencia en la provincia de Bolívar del departamento de La Libertad.